# Поспелов, Павел Прохорович
Па́вел Про́хорович Поспе́лов (23 мая 1912, Рыбаковщина, Вятская губерния — 19 января 1977, Свердловск) — советский военный лётчик. Участник второй Японо-Китайской и Великой Отечественной войн. Герой Советского Союза (1944). Полковник.

## Биография
Родился 23 мая 1912 года в селе Рыбаковщина Котельничского уезда Вятской губернии (ныне — Свечинский район Кировской области) в крестьянской семье. Русский. Окончил 4 класса начальной школы и агрономические курсы. Работал бригадиром в колхозе.
В феврале 1934 года поступил в Пермскую военную авиационную школу пилотов, по окончании которой служил в строевых частях Красного Воздушного Флота. В 1938 году участвовал во второй Японо-Китайской войне на стороне гоминьдановского Китая. Был награждён орденом Красной Звезды. Вскоре после возвращения из государственной командировки его направили в Энгельское военное авиационное училище лётчиков. По его окончании в 1940 году служил в частях бомбардировочной авиации в Белорусском особом военном округе.
В боях с немецко-фашистскими захватчиками с 23 июня 1941 года на Западном фронте. Воевал на бомбардировщике Су-2. В первый месяц войны часть, в которой служил Павел Прохорович, понесла тяжёлые потери и 15 июля 1941 года была расформирована. Был переведён в 285-й штурмовой авиационный полк, который вскоре отбыл на Юго-Западный фронт и вошёл в состав ВВС 37-й армии (с сентября 1941 года — в составе 14-й смешанной авиационной дивизии ВВС 37-й армии Юго-Западного фронта). Находясь непосредственно в боевой части, быстро освоил штурмовик Ил-2.
Участвовал в оборонительных боях на харьковском направлении. 1 октября 1941 года в составе группы из 3-х Ил-2 вылетел на штурмовку танковой колонны противника, двигавшейся к Харькову. Обнаружив войска противника в районе села Водолага, советские штурмовики атаковали их в лоб на бреющем полёте. Несмотря на плотный заградительный огонь немецких танков, они сделали два захода, уничтожив при этом 4 танка 13 автомашин и до 50 солдат и офицеров вермахта. В тот же день в составе другой группы участвовал в штурмовке той же колонны в районе Мерефы и лично уничтожил 1 танк, 4 автомашины и до 15 солдат неприятеля. В середине октября 1941 года был переведён на должность командира авиационного звена 2-й эскадрильи. Первый боевой полёт в качестве ведущего звена он совершил 15 октября 1941 года. В этот день в составе группы Ил-2 звено под командованием Павла Поспелова дважды участвовало в штурмовке колонны немецких войск, следовавшей от Мироновки к Харькову. На личный счёт командира звена было записано 8 уничтоженных автомашин врага, 2 подводы с грузами и 20 немецких солдат.
К концу октября 1941 года немецкое наступление в районе Харькова удалось остановить, и 285-й штурмовой авиационный полк был переброшен к Белой Калитве, где принимал участие в Донбасской оборонительной операции. С 16 ноября полк был передан в распоряжение Южного фронта и включился в Ростовскую операцию. 21 и 22 ноября 1941 года началось наступление советских войск северо-западнее Ростова-на-Дону. Враг, пытаясь остановить продвижение 37-й отдельной армии, в районе слободы Большекрепинская создал мощный узел обороны. Группа штурмовиков полка, в составе которой был и старший лейтенант Павел Поспелов, в условиях сильного зенитного огня сделала несколько заходов на цель, нанеся противнику существенный урон. Немцы потеряли 5 орудий, 3 танка, 2 цистерны с горючим и до 30 солдат. Организованное сопротивление врага было сломлено, и населённый пункт был быстро взят наземными войсками. Во время штурмовки его самолёт был сильно повреждён тремя прямыми попаданиями крупнокалиберных снарядов, но он выполнил поставленную боевую задачу и привёл неисправный Ил на свой аэродром. За успешные действия в районе Большекрепинской слободы ему была объявлена благодарность от имени военного совета 37-й армии. В первых числах декабря участвовал в штурмовке танковых колонн 1-й танковой армии вермахта, отступавшей из Ростова-на-Дону за линию Миус-фронт, в ходе которых он лично уничтожил до 10 вражеских танков.
В январе 1942 года войска Южного фронта провели Барвенково-Лозовскую операцию, в ходе которой штурмовики 285-го штурмового авиационного полка поддерживали действия 37-й армии. В марте полк вернулся на Юго-Западный фронт и вскоре был включён в состав фронтовой маневренной авиационной группы. К маю 1942 года противник сосредоточил большое количество самолётов различного типа на аэродромах Харькова, Рогани, Чугуева и Белгорода. Перед штурмовой авиацией фронта была поставлена задача по уничтожению техники противника на земле. Старший лейтенант Павел Поспелов участвовал в восьми налётах на аэродромы противника. В июне 1942 года силы полка продолжали сдерживать натиск немецко-фашистских войск восточнее Харькова в составе 228-й штурмовой авиационной дивизии 8-й воздушной армии. За период с 11 по 17 июня 1942 года произвёл 19 боевых вылетов, лично уничтожив при этом 21 танк, 22 автомашины и 4 повозки с грузами, 2 бронеавтомобиля, 2 ДЗОТа, 2 миномёта и до взвода вражеской пехоты. Вскоре ему было присвоено звание капитана. Вслед за этим он получил назначение на должность заместителя командира полка по воздушно-стрелковой службе.
После расформирования Юго-Западного фронта в июле 1942 года 8-я воздушная армия была передана Сталинградскому фронту. В ходе Сталинградской битвы на Сталинградском и Донском фронтах совершил 47 успешных боевых вылетов, из них 18 раз водил группы Ил-2 на штурмовку аэродромов противника Большая Россошка, Гумрак, Питомник и Басаргино. Особенно удачным оказался боевой вылет, совершённый Павлом Поспеловым 15 января 1943 года. Противник сосредоточил крупные силы пехоты и танков в балке Яблоновая, намереваясь контратаковать советские войска. Однако группировка была своевременно обнаружена и на её штурмовку была направлена группа из 6 Ил-2 под командованием капитана Павла Поспелова. В результате бомбо-штурмового удара противник потерял 4 танка, 40 автомобилей и 140 солдат и офицеров.
За отличие в Сталинградской битве приказом НКО СССР № 63 от 08.02.1943 года 285-й штурмовой авиационный полк был преобразован в 58-й гвардейский. 18 марта 1943 года 228-я штурмовая авиационная дивизия была переименована во 2-ю гвардейскую, после чего 25 марта 1943 года в составе 16-й воздушной армии убыла на Центральный фронт, где начала подготовку к Курской битве.
В преддверии немецкого наступления на Курской дуге активно привлекался к разведывательным полётам. 12 раз летал за линию фронта и добывал ценные разведданные о скоплениях воинских эшелонов в железнодорожных узлах и перемещениях вражеских войск. Во время Курской битвы 58-й гвардейский штурмовой авиационный полк активно участвовал в отражении немецкого наступления на северном фасе Курской дуги. После перехода войск Центрального фронта в наступление в ходе операции «Кутузов», полк действовал на орловском направлении. За период с 15 по 20 июля 1943 года 12 раз водил восьмёрки Ил-2 на штурмовку войск противника, лично уничтожив при этом 6 танков противника, 9 автомашин, 2 зенитные точки и до 50 солдат и офицеров. В ходе Битвы за Днепр 58-й гвардейский штурмовой авиационный полк поддерживал наступление войск Центрального фронта в ходе Черниговско-Припятской операции, участвовал в освобождении городов Бахмач, Нежин, Щорс и Чернигов, обеспечивал форсирование Десны и Днепра, оказывал содействие войскам на захваченных на правом берегу Днепра плацдармах. 2 октября 1943 года при штурмовке скопления войск противника у села Крюки Гомельской области Белорусской ССР был ранен осколком зенитного снаряда, но сумел вывести штурмовик на цель, нанести удар и благополучно вернуться на свой аэродром. Всего к октябрю 1943 года совершил 117 успешных боевых вылетов. В результате штурмовых ударов лично уничтожил и вывел из строя 44 танка, 9 самолётов на аэродромах, 235 автомашин, 35 повозок с грузами, 10 орудий, 15 железнодорожных вагонов, 2 склада с боеприпасами. Потери противника в живой силе составили 700 человек убитыми. За образцовое выполнение боевых заданий командования на фронте борьбы с немецкими захватчиками и проявленные при этом отвагу и геройство указом Президиума Верховного Совета СССР от 4 февраля 1944 года гвардии капитану Поспелову Павлу Прохоровичу было присвоено звание Героя Советского Союза.
20 октября 1943 года Центральный фронт был переименован сначала в Белорусский, затем 1-й Белорусский фронт. В феврале 1944 года оправившийся от ранения гвардии участвовал в Рогачёвско-Жлобинской наступательной операции, в боях за город Рогачёв.
Указом Президиума Верховного Совета СССР «О присвоении звания Героя Советского Союза офицерскому составу военно-воздушных сил Красной Армии» от 4 февраля 1944 года за «образцовое выполнение боевых заданий командования на фронте борьбы с немецкими захватчиками и проявленные при этом отвагу и геройство» удостоен звания Героя Советского Союза с вручением ордена Ленина и медали «Золотая Звезда».
24 июня 1944 года войска 1-го Белорусского фронта перешли в наступление в ходе Бобруйской наступательной операции, проводимой в рамках операции «Багратион». 58-й гвардейский штурмовой авиационный полк оказывал содействие войскам 65-й и 28-й армий в наступлении на Паричи, участвовал в боях за город Бобруйск. В июле 1944 года участвовал в разгроме барановичской группировки противника и освобождении Барановичей и Слонима. В ходе Люблин-Брестской операции полк, в котором воевал гвардии капитан Павел Поспелов, участвовал в освобождении Западной Белоруссии и восточных районов Польши, оказывая содействие наступлению 70-й армии. В сентябре 1944 года 58-й гвардейский штурмовой авиационный полк обеспечивал захват и удержание частями 65-й армии плацдармов на реке Нарев. В октябре 1944 года участвовал в боях на Сероцком плацдарме. Осенью 1944 года ему было присвоено звание майора, и в ноябре 1944 года он назначен на должность командира 289-го штурмового авиационного полка 196-й штурмовой авиационной дивизии, находившейся в резерве 16-й воздушной армии.
14 января 1945 года 196-я штурмовая авиационная дивизия была передана в состав 4-го штурмового авиационного корпуса 4-й воздушной армии 2-го Белорусского фронта и включилась в Восточно-Прусскую операцию. Эффективными бомбово-штурмовыми ударами полком майора Павла Поспелова были уничтожены наиболее важные узлы в системе обороны противника на реках Нарев и Висла. В дальнейшем лётчики полка обеспечили успешное наступление 5-й танковой армии в направлении Цеханув, Млава, Аллештайн и Эльбинг в ходе Млавско-Эльбингской операции. 19 января 1945 года лётчики полка нанесли штурмовой удар по крупному узлу немецкой обороны городу Вилленбергу, уничтожив 5 каменных зданий с засевшими в них солдатами противника и воинский эшелон на железнодорожной стации. В последующие дни полк производил штурмовку колонн немецких войск, отступавших из города. Всего за период с 14 января по 14 февраля 1945 года полк, несмотря на неблагоприятные погодные условия, совершил 285 успешных боевых вылетов. Боевые потери полка составили 3 самолёта.
За умелое планирование действий полка, хорошую организацию взаимодействия с другими родами войск и существенный урон, нанесённый противнику лётчиками полка был награждён орденом Кутузова III степени.
Завершил свой боевой путь участием в Берлинской операции. Всего за годы войны он произвёл около 140 боевых вылетов.
После окончания Великой Отечественной войны продолжил службу в военно-воздушных силах СССР. В 1948 году окончил Высшие лётно-тактические курсы усовершенствования офицерского состава. Служил оперативным дежурным командного пункта 4-й отдельной армии ПВО. В запас уволился в 1961 году в звании полковника.
Жил и работал в городе Свердловске. Умер 19 января 1977 года. Похоронен на Сибирском кладбище.

## Награды
- Медаль «Золотая Звезда» (04.02.1944);
- орден Ленина (04.02.1944);
- три ордена Красного Знамени (19.07.1942; 06.11.1942; 05.11.1954);
- орден Кутузова 3-й степени (21.02.1945);
- орден Отечественной войны 1-й степени (23.07.1943);
- два ордена Красной Звезды (08.03.1938; 17.05.1951);
- медали, в том числе:
  - медаль «За боевые заслуги» (03.11.1944);
  - медаль «За оборону Сталинграда» (22.12.1942);
  - медаль «За взятие Кенигсберга» (09.06.1945);
  - медаль «За победу над Германией в Великой Отечественной войне 1941—1945 гг.» (09.05.1945)[4].

## Память
- Именем Героя Советского Союза П. П. Поспелова названа улица в посёлке городского типа Свеча Кировской области.
- Имя Героя Советского Союза П. П. Поспелова увековечено на мемориальной доске, установленной в парке дворца пионеров в городе Кирове.

## Документы
- Общедоступный электронный банк документов «Подвиг Народа в Великой Отечественной войне 1941—1945 гг.» Дата обращения: 26 января 2013. Архивировано из оригинала 13 марта 2012 года.

Представление к званию Героя Советского Союза. Дата обращения: 26 января 2013. Архивировано 6 февраля 2013 года.
Орден Красного Знамени (наградной лист и приказ о награждении от 09.12.1941). Дата обращения: 26 января 2013. Архивировано 6 февраля 2013 года.
Орден Красного Знамени (наградной лист и приказ о награждении от 19.07.1942). Дата обращения: 26 января 2013. Архивировано 6 февраля 2013 года.
Орден Кутузова 3-й степени (наградной лист и приказ о награждении). Дата обращения: 26 января 2013. Архивировано 6 февраля 2013 года.
Орден Отечественной войны 1-й степени (наградной лист и приказ о награждении). Дата обращения: 26 января 2013. Архивировано 6 февраля 2013 года.